# Hurlingham
Hurlingham – miasto w Argentynie, położone w północnej części prowincji Buenos Aires.

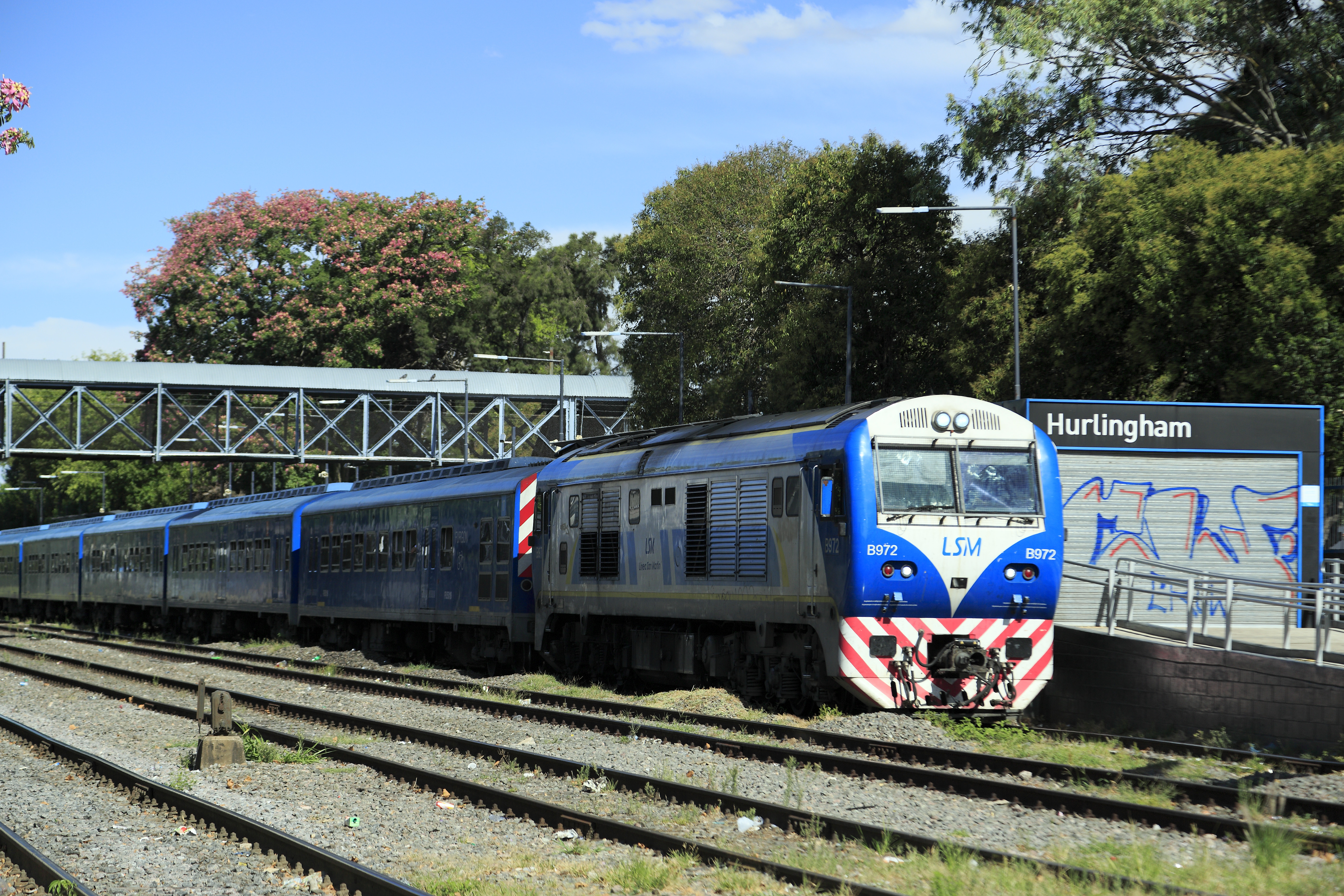
Stacja kolejowa Hurlingham

## Opis
W mieście znajduje się węzeł drogowy-RN4 i RP201, przez miasto przebiega też linia kolejowa. 